# Ornithogalum broteroi
Ornithogalum broteroi là một loài thực vật có hoa trong họ Măng tây. Loài này được M.Laínz mô tả khoa học đầu tiên năm 1971.